# Invisible Girl (The King Khan & BBQ Show)
Invisible Girl è il terzo album del gruppo musicale canadese The King Khan & BBQ Show, pubblicato il 3 novembre 2009 dall'etichetta discografica statunitense In the Red Records, sia in CD che in vinile.

## Tracce
1. Anala – 2:55
2. Invisible Girl – 4:00
3. I'll Be Loving You – 3:10
4. Animal Party – 3:37
5. Spin the Bottle – 3:17
6. Third Avenue – 4:43
7. Tastebuds – 3:21
8. Truth Or Dare – 2:38
9. Crystal Ball – 4:07
10. Lonely Boy – 2:29
11. Tryin' – 3:49
12. Do the Chop – 4:15